# Calomeria
Calomeria é um género botânico pertencente à família Asteraceae.